# Melilla
Melilla er en autonom by beliggende i det sydlige Spanien ved Middelhavskysten i Nordafrika, ved siden af grænsen til Marokko. Byen er en frihavn, og den vigtigste indtægtskilde er fiskeri.
Enklaven blev forvaltet som en del af Málaga-provinsen før den blev autonom 14. marts 1995.
Marokko gør krav på byen, sammen med den anden autonome by Ceuta og en række spanske øer. Disse områder var aldrig en del af Spansk Marokko og Melilla har været spansk siden 1497. Da Spanien gav kolonien Spansk Marokko uafhængighed i 1956, fulgte disse områder ikke med ind i den nye stat Marokko, bestående af det tidligere Spansk Marokko og Fransk Marokko.
35°16′57″N 2°56′51″V / 35.2825°N 2.9475°V